# Tramlijn Makkinga - Steenwijk
De tramlijn Makkinga - Steenwijk was een tramlijn in Friesland, Drenthe en Overijssel tussen Makkinga en Steenwijk. 

## Geschiedenis
De lijn werd geopend door de Nederlandsche Tramweg Maatschappij (NTM) op 16 mei 1914 en werd gesloten voor personenvervoer op 5 oktober 1947. Goederenvervoer werd nog uitgevoerd tot 30 september 1962 door de NS. 